# The First Avenger: Civil War
The First Avenger: Civil War (Originaltitel: Captain America: Civil War) ist ein US-amerikanischer Science-Fiction-Actionfilm, der von den Marvel Studios produziert wurde. Es handelt sich um eine Fortsetzung der Filme The Return of the First Avenger von 2014 und Avengers: Age of Ultron von 2015 und den dritten Film, in dem Captain America im Mittelpunkt steht. Regie führten Anthony und Joe Russo, das Drehbuch schrieben Christopher Markus und Stephen McFeely. Es ist der 13. Film innerhalb des Marvel Cinematic Universe (MCU) und leitet dessen „dritte Phase“ ein. Der Film kam am 28. April 2016 in die deutschsprachigen Kinos. Er war mit Einnahmen von über 1,1 Milliarden US-Dollar der erfolgreichste Film des Jahres 2016.

## Handlung
Der Film beginnt mit einem Rückblick auf den 16. Dezember 1991: In einer geheimen Basis von HYDRA in Sibirien wird der in Cryostasis ruhende Winter Soldier Bucky Barnes für eine Mission reaktiviert. Er drängt einen Wagen von einer Waldstraße ab, tötet die Insassen und nimmt eine Ladung von Präparaten an sich, die in diesem Fahrzeug transportiert wurden.
Ein Jahr nach ihrem Einsatz in Sokovia stoppen die Avengers in Lagos einen Versuch des Supersöldners Crossbones, eine Probe einer biologischen Waffe zu stehlen. Nachdem er von Captain America im Kampf besiegt wurde, aktiviert er einen Sprengsatz in seiner Kampfweste, Wanda Maximoff kann Crossbones zwar noch telekinetisch aus der unmittelbaren Gefahrenzone am Boden bewegen, bringt ihn dabei aber zu nahe an die Fassade eines Gebäudes. Die Explosion richtet verheerende Kollateralschäden mit Todesopfern an, was dazu führt, dass sich die Meinung der Öffentlichkeit gegen die Superhelden wendet. Infolgedessen beschließen die Vereinten Nationen unter Federführung des US-Außenministers General Thaddeus Ross die „Sokovia Accords“, nach denen unter anderem die Avengers nicht länger als private Organisation agieren dürfen, sondern der UN unterstellt werden. Die auseinandergehenden Meinungen über diesen Vertrag spalten die Avengers: Tony Stark, der von einer verbitterten Mutter zur Rechenschaft gezogen wurde, die ihren Sohn beim Gefecht gegen Ultron in Sokovia verlor, befürwortet eine politische Kontrolle der Avengers als notwendig; Captain America hingegen lehnt die Sokovia Accords ab, da diese seiner Meinung nach die Handlungsfreiheit der Superhelden im Falle einer unmittelbar drohenden Gefahr zu sehr behindern.
Während ihrer internen Diskussion erreicht Rogers die Nachricht, dass seine Freundin Peggy Carter verstorben ist. Daher reist er mit seinem Freund Sam Wilson zu Peggys Begräbnis nach London, wo sie Peggys Nichte Sharon Carter wiedersehen. In Wien, wo unterdessen die Sokovia-Verordnung ratifiziert werden soll, wird ein Bombenanschlag auf das Versammlungsgebäude verübt, bei dem unter anderem T'Chaka, der König des afrikanischen Staates Wakanda, getötet wird. Auf einem Kamerabild wird der Winter Soldier als Täter identifiziert. Als Rogers und Wilson vom Attentat erfahren und mit Sharons Hilfe den Aufenthaltsort von Bucky herausfinden, brechen sie dorthin auf und versuchen ihn lebend in Gewahrsam zu nehmen. Dabei kommt es jedoch zu einer Konfrontation mit der deutschen Spezialeinheit GSG 9 sowie T’Chakas Sohn Prinz T’Challa, der sich an Bucky für den Tod seines Vaters rächen will. Am Ende der Verfolgungsjagd werden alle vier Superhelden festgenommen und nach Deutschland ins Hauptquartier der Joint Terrorism Task Force gebracht, wo Bucky Barnes in einer geheimen Hochsicherheitsanlage interniert wird.
Währenddessen sucht Helmut Zemo, ein ehemaliger Oberst der sokovianischen Armee, nach dem Geheimnis des Winter Soldiers, um den Tod seiner Familie zu rächen, die beim Kampf der Avengers gegen Ultron unbeteiligt ums Leben kam. Er findet die HYDRA-Basis in Sibirien und entdeckt dort Aufzeichnungen, mit denen eine latente Programmierung in Buckys Bewusstsein aktiviert werden kann, die ihn in eine Killermaschine verwandelt. Als Psychologe verkleidet, der Bucky im Auftrag der UN verhören soll, verschafft er sich Zugang zu dessen Gefängnis, aktiviert dessen Programmierung und lässt ihn Amok laufen. Rogers und Wilson können Bucky in Gewahrsam nehmen und sich mit ihm verstecken. Nachdem Bucky seinen Verstand wiedererlangt hat, informiert er Rogers darüber, dass Zemo vermutlich vorhat, weitere Winter-Soldaten zu reaktivieren, die noch in der alten HYDRA-Basis im Kälteschlaf ruhen, und diese in seine Dienste zu nehmen.
Um diesen Plan zu stoppen, beginnen Rogers und Wilson ein Team von Gleichgesinnten um sich zu scharen, zu dem neben ihnen selbst und Bucky auch Wanda, Hawkeye und aufgrund einer Empfehlung Sam Wilsons auch Ant-Man zählen. Stark hingegen versammelt ein eigenes Team im Auftrag von Ross, um Captain America zu verhaften und dessen Freunde am Aufbruch zu hindern: dazu gehören War Machine, T’Challa, Black Widow, Vision und der junge Peter Parker alias Spider-Man. Auf dem Leipziger Flughafen kommt es schließlich zur Konfrontation zwischen den beiden Teams. Captain America und Bucky können sich dank Black Widows Unterstützung mit dem Quinjet ihrer Gegenpartei zwar absetzen, doch ihre Kameraden werden gefangen genommen. Vision versucht die Flüchtenden aufzuhalten und zerstört dabei versehentlich War Machines Energiequelle, wodurch Rhodes abstürzt und dabei eine Querschnittlähmung erleidet.
Während Rogers und Bucky sich auf den Weg nach Sibirien zur HYDRA-Basis machen, erhält Stark neue Informationen, die Zemo als den wahren Täter hinter dem Anschlag von Wien identifizieren, und besinnt sich eines Besseren. Da Ross nicht mehr mit ihm kooperieren will, überzeugt Stark den gefangenen Wilson von seinem Sinneswandel und bricht nach Sibirien auf, um Captain America zu helfen, insgeheim gefolgt von T’Challa. Stark trifft im HYDRA-Komplex auf Rogers und Bucky und sie spüren zu dritt Zemo auf. Dieser hatte jedoch gar nicht vor, die Winter Soldiers zu rekrutieren, die sich in der HYDRA-Basis im Kälteschlaf befinden, sondern hat diese erschossen. Nachdem Zemo ihnen seine wahren Motive und Absichten offenbart hat – nämlich die Zerstörung der Avengers von Innen heraus –, zeigt er ihnen eine Videoaufnahme vom Anschlag des Winter Soldiers im Jahr 1991, die Bucky als den Attentäter enthüllt, der den Tod von Tony Starks Eltern Howard und Maria zu verantworten hat. Vom Zorn übermannt geht Tony Stark auf Barnes los, Rogers stellt sich ihm jedoch in den Weg und löst damit eine weitere erbitterte Konfrontation zwischen ihnen aus. Am Ende kann Rogers die Rüstung von Stark unschädlich machen und mit Bucky, der bei dem Kampf seinen kybernetischen linken Arm verloren hat, den Rückzug antreten. Zemo wird außerhalb der Basis von T’Challa gestellt, dem er erzählt, dass die Avengers seine Familie auf dem Gewissen haben. T'Challa hindert Zemo daran, Selbstmord zu begehen, damit sich dieser für seine Taten verantworten muss.
Rogers schickt einen Brief an Stark, in dem er zwar zu seinen Taten steht, aber hinzufügt, dass er trotz der schweren Spannungen zwischen ihnen immer für ihn da sein wird. Danach befreit er seine inhaftierten Freunde, diese finden dank T’Challa in Wakanda Asyl und Bucky lässt sich freiwillig ohne seinen Metallarm in Cryostasis versetzen, um die Welt solange vor sich zu schützen, bis seine Konditionierung endgültig ausgeschaltet werden kann. In einer Post-Credit-Szene muss Spider-Man seiner Tante May wegen seiner in Leipzig erlittenen Blessuren Rede und Antwort stehen, kann sich im Gegenzug aber über die neue Ausrüstung freuen, die Stark ihm überlassen hat.

## Produktion

### Stab und Besetzung
Im Januar 2014 erklärten sich Anthony und Joe Russo bereit, die Regie für einen dritten Captain-America-Film zu übernehmen, die auch bei den Fortsetzungen Avengers: Infinity War und Avengers: Endgame die Regie übernahmen, die in den Jahren 2018 und 2019 in die Kinos kamen. Produzent Kevin Feige überließ die Arbeiten am Drehbuch wieder Christopher Markus und Stephen McFeely.
Abermals konnten Chris Evans als Captain America, Robert Downey Jr. als Iron Man und Scarlett Johansson als Natasha Romanoff verpflichtet werden. Paul Rudd übernahm ein zweites Mal nach dem Film Ant-Man aus dem Jahr 2015 die Rolle von Ant-Man. Im April 2015 wurde bekannt, dass Daniel Brühl die Rolle des Helmut Zemo übernehmen wird, dessen Vater in den Comics ein bekannter Nazi-Wissenschaftler war.
Die Rolle des Spider-Man wurde von Tom Holland übernommen, der 2017 als Hauptfigur in der Spider-Man-Neuverfilmung Spider-Man: Homecoming als Peter Parker zu sehen ist. Zur Einführung des neuen Avengers, der im Film lediglich eine Nebenrolle spielt, äußerte sich Anthony Russo: Spider-Man war immer ein großer Favorit für mich und meinen Bruder, als wir aufwuchsen.
Die Figuren Hulk, Thor und Pepper Potts sind im Film nicht zu sehen, werden aber erwähnt.

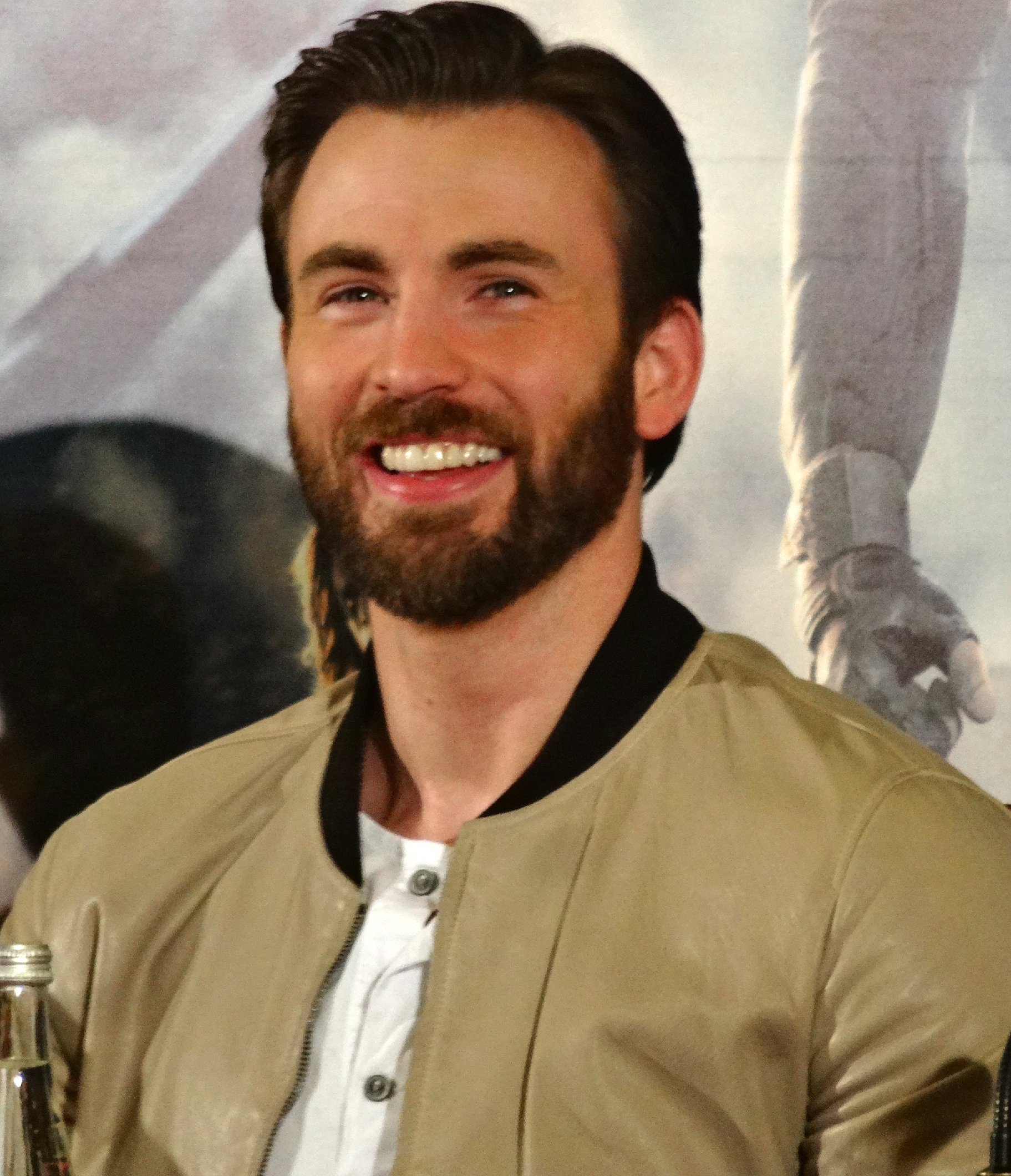
Chris Evans (2014)
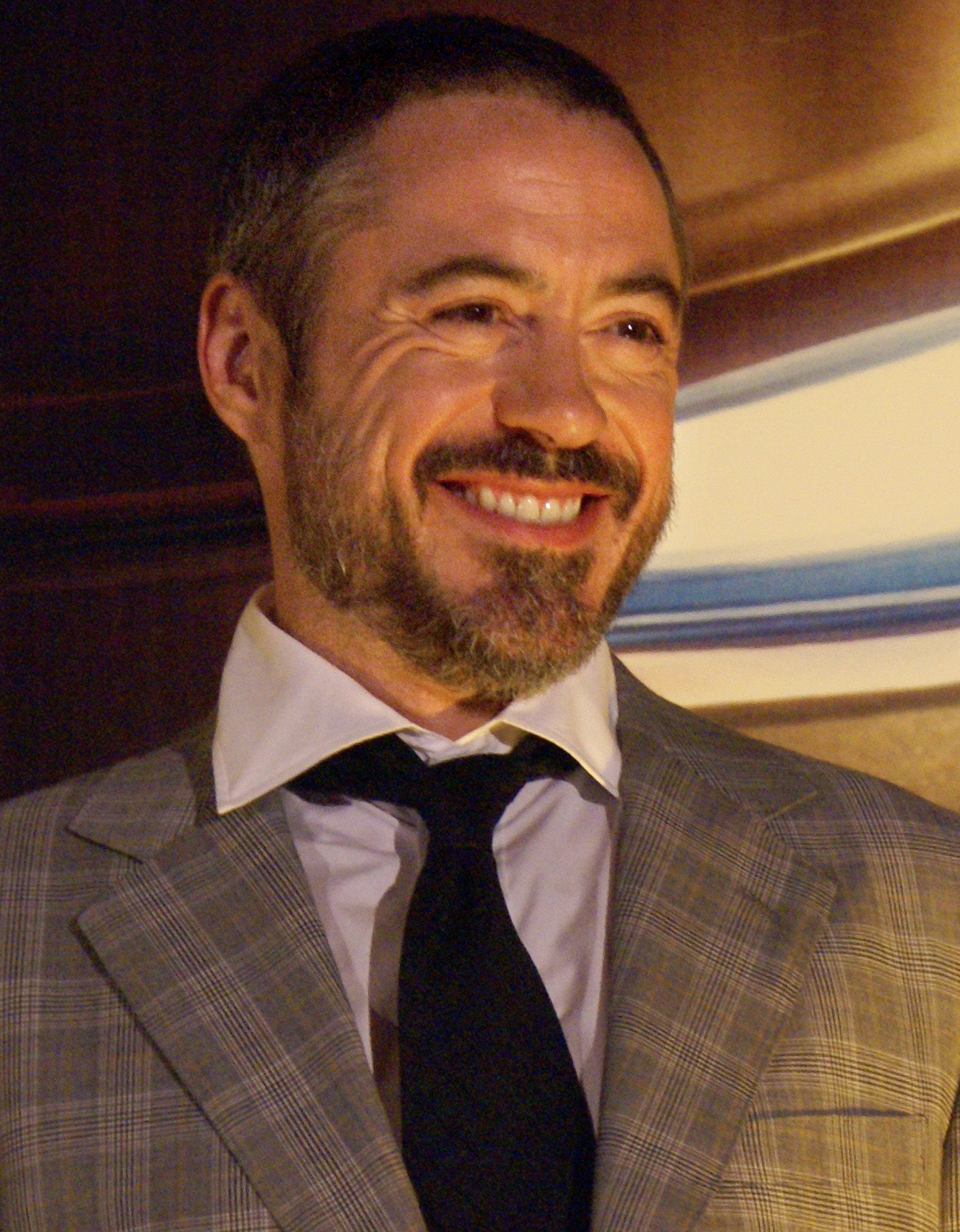
Robert Downey Jr. (2008)
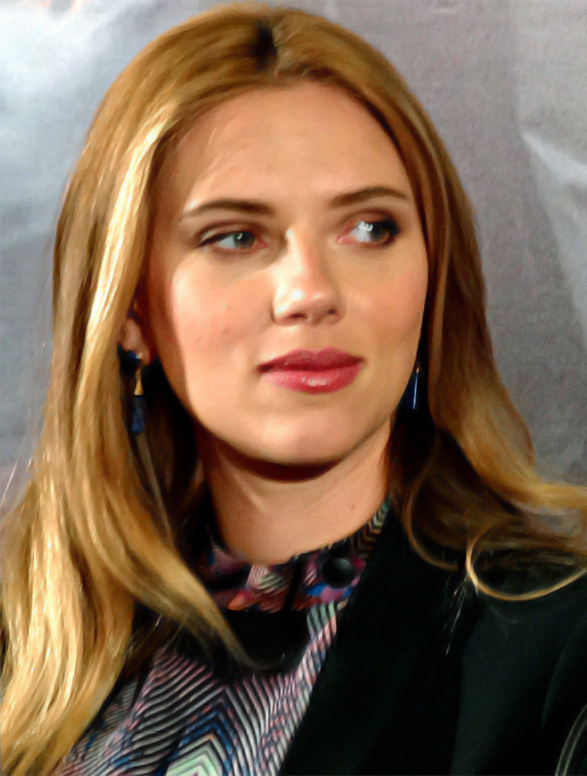
Scarlett Johansson (2014)
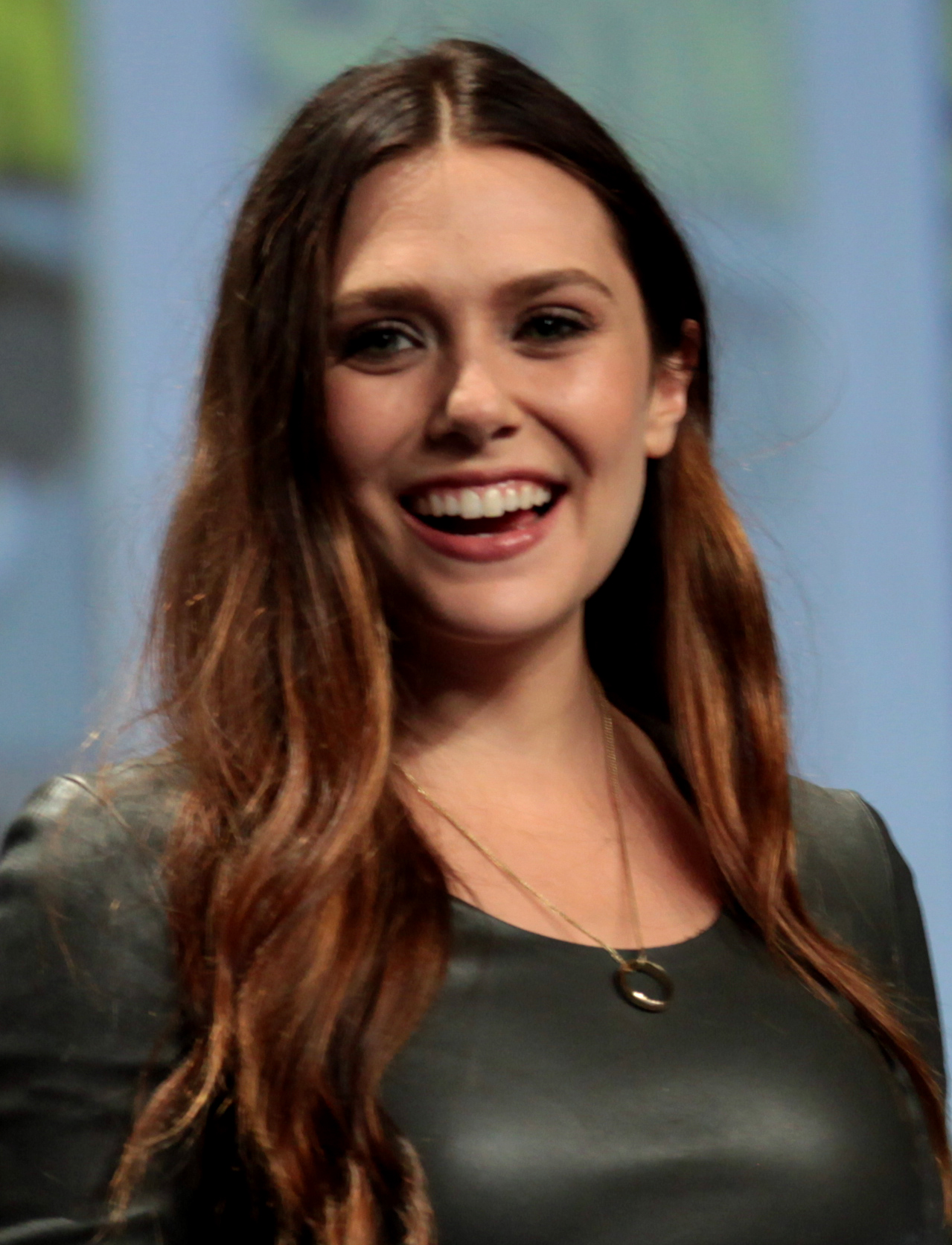
Elizabeth Olsen (2014)
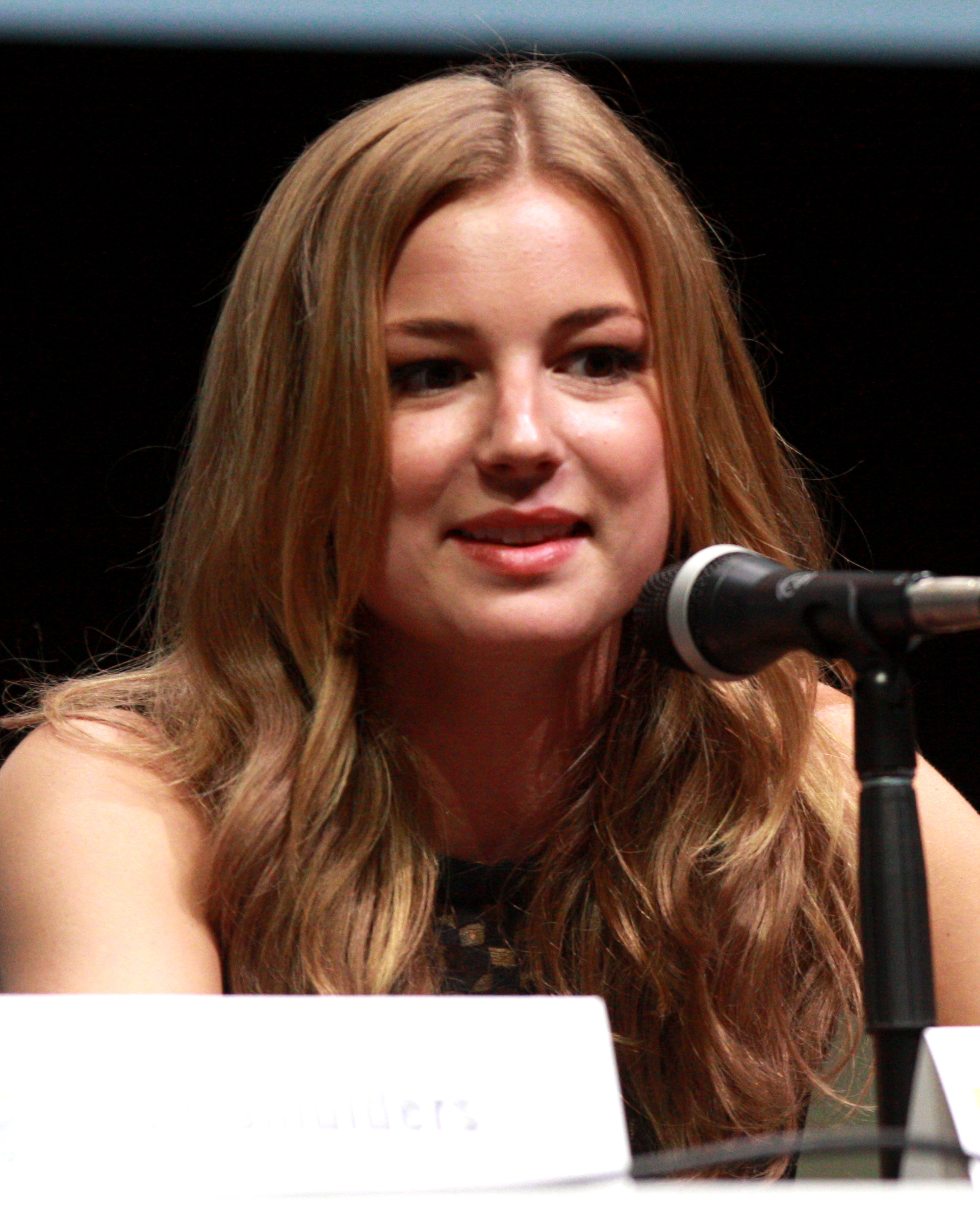
Emily VanCamp (2013)
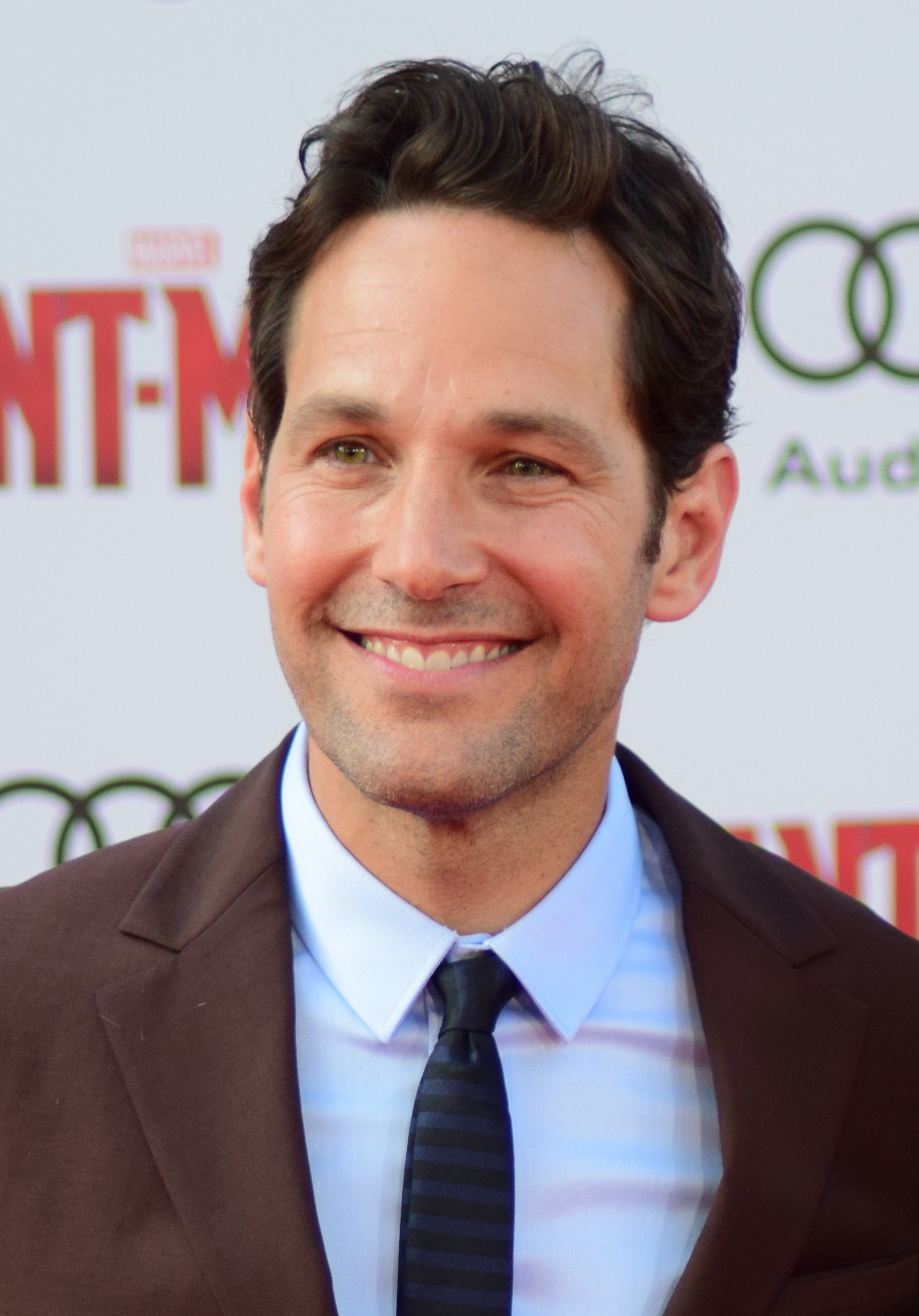
Paul Rudd (2015)
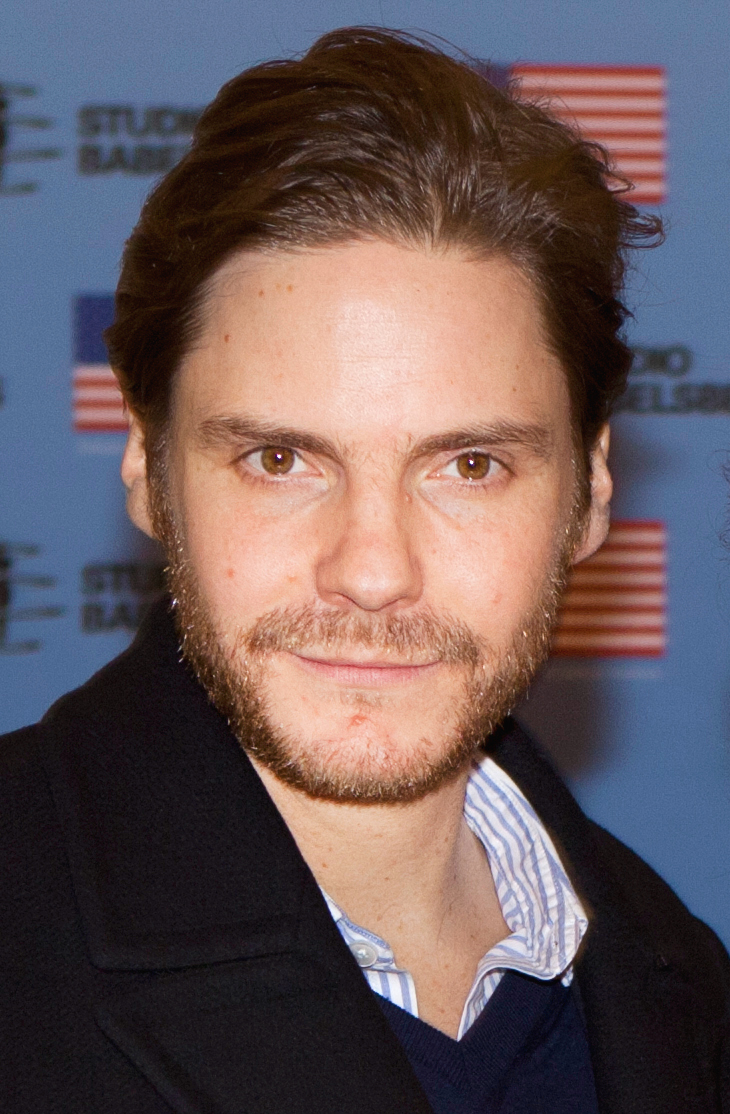
Daniel Brühl (2015)
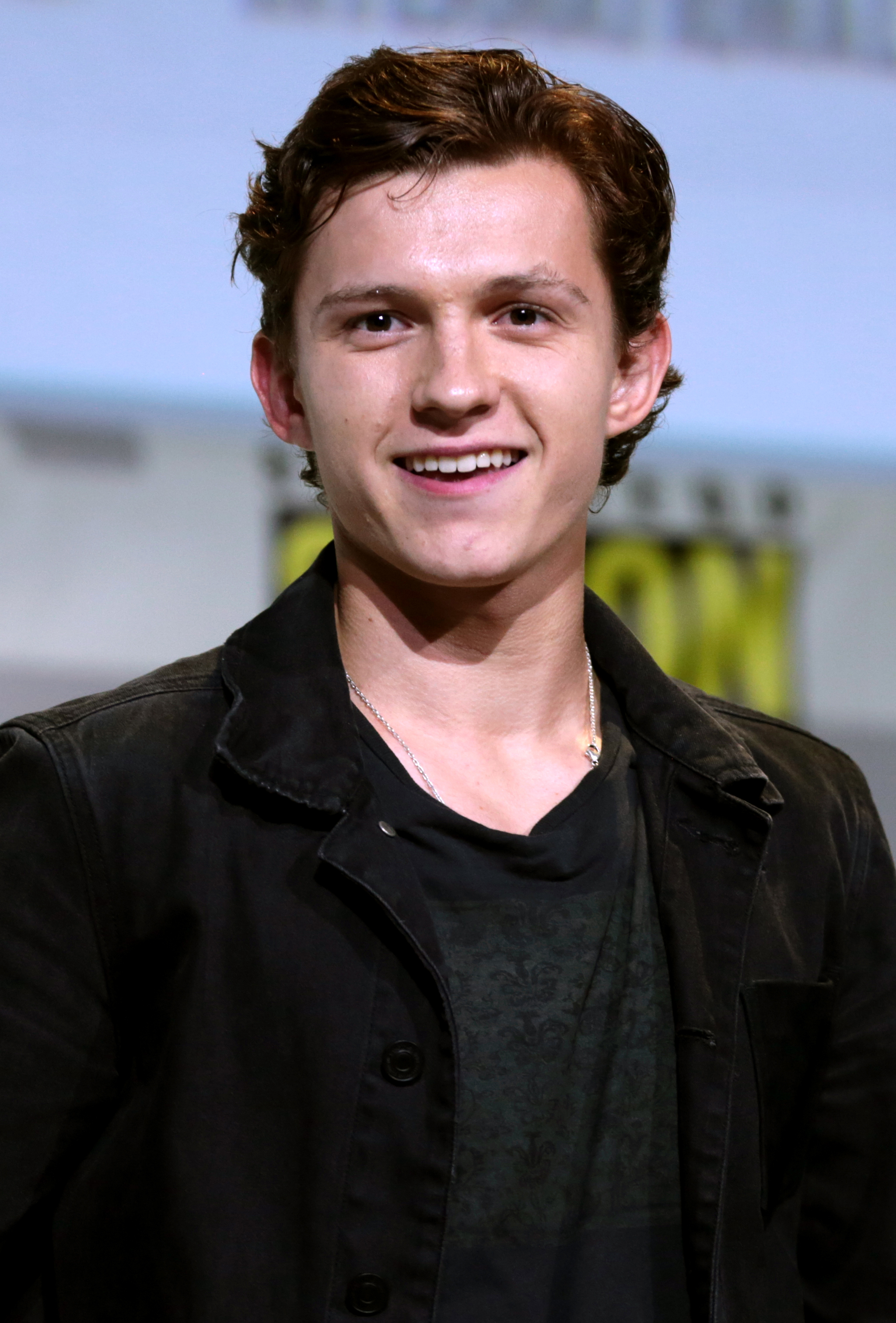
Tom Holland (2016)

### Dreharbeiten
Der Hauptdrehort des Films war Atlanta. Im Januar 2015 wurde bekannt, dass Teile des Films auch in Puerto Rico und Berlin gedreht werden sollen. Des Weiteren wurde der Film in Island gedreht. Mit den Dreharbeiten wurde am 27. April 2015 begonnen. In der Innenstadt von Atlanta wurde die nigerianische Millionenmetropole Lagos nachgebaut. Die Dreharbeiten in Deutschland betreute das – ebenfalls koproduzierende – Studio Babelsberg. Zu den Berliner Drehorten gehörten unter anderem der Potsdamer Platz, das Olympiastadion, das Bundespresseamt am Reichstagsufer, der Schiffbauerdamm, sowie eine Unterführung vom Messegelände zum ICC, wo Szenen gedreht wurden, die im Film in Bukarest spielen und die zuletzt auch in Die Tribute von Panem – Mockingjay Teil 2 zu sehen war. Wenige Tage später endeten die Dreharbeiten am 22. August 2015 auf dem Gelände des Flughafens Leipzig/Halle, der gegen Ende des ersten Trailers zum Film zu sehen ist. Während der dortigen Dreharbeiten verletzte sich Johansson, als sie bei einem Motorrad-Stunt die Kontrolle verlor. Lediglich die wenigen Darsteller, die im Film während der Kampfszene keine Masken trugen, wie Black Widow, Captain America und Winter Soldier, waren bei den Dreharbeiten am Flughafen anwesend. Die anderen Figuren wurden als Computergrafiken in den Film eingefügt.

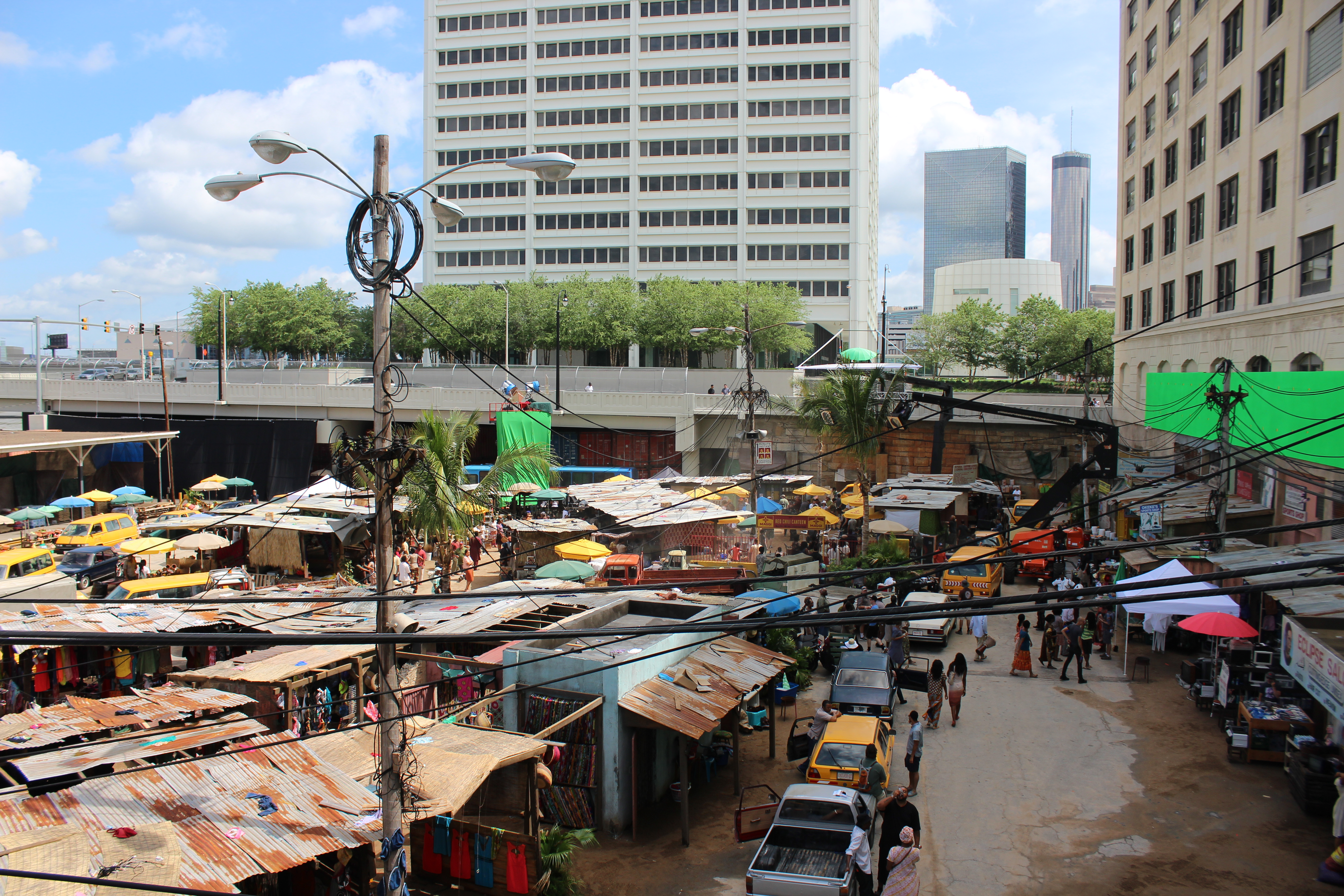
Dreharbeiten in Atlanta
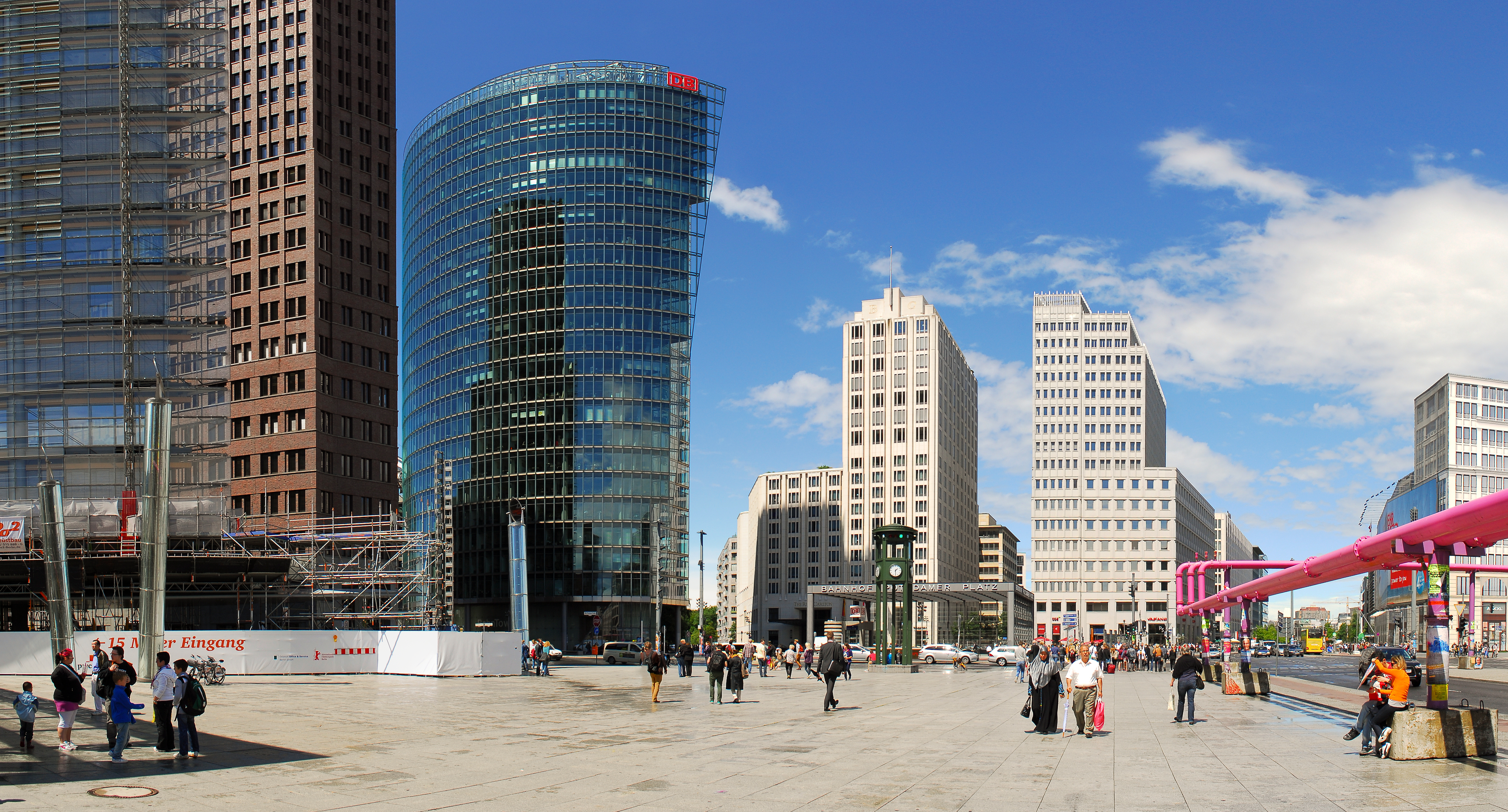
Drehort Potsdamer Platz in Berlin
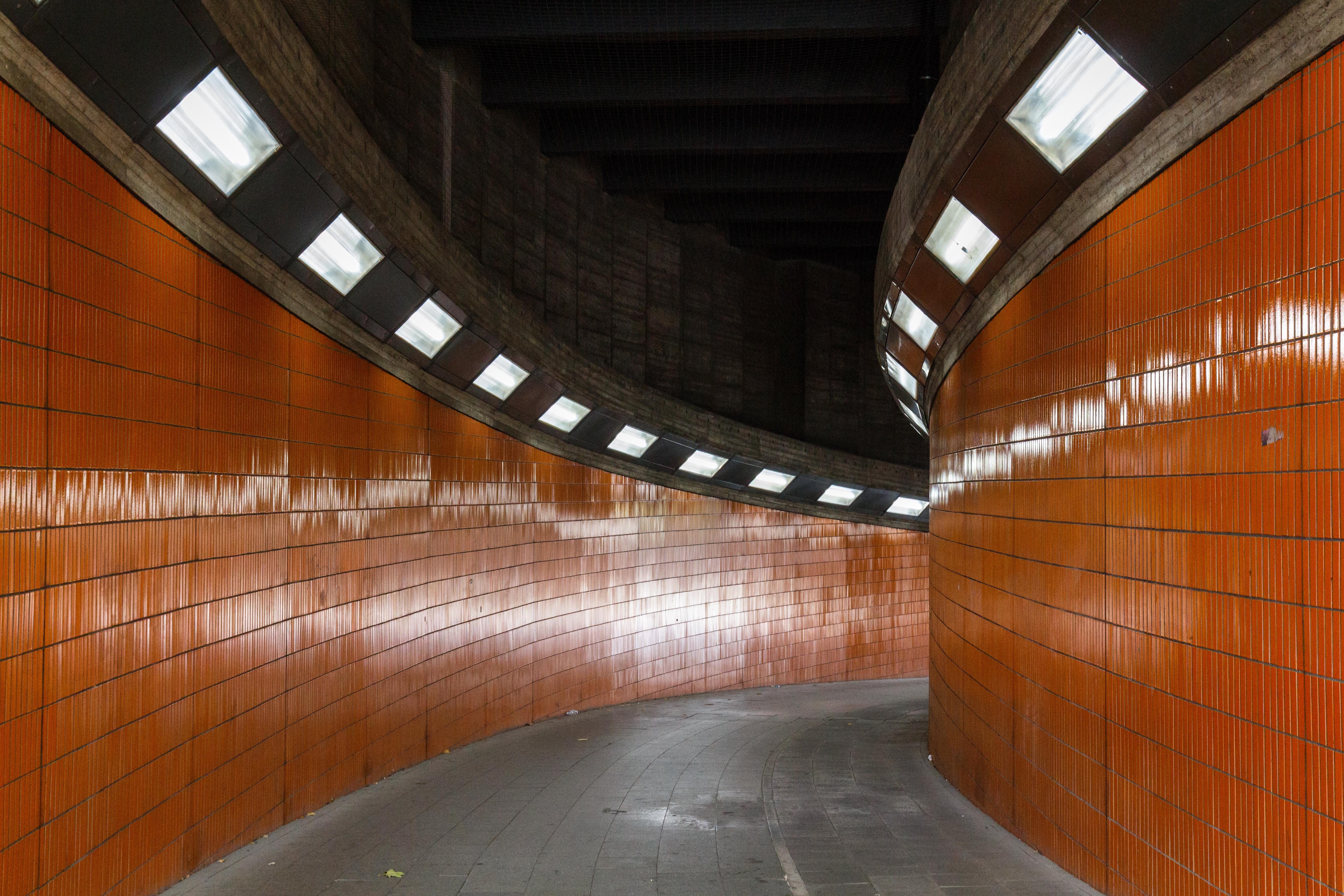
Drehort Berliner Messegelände/ICC
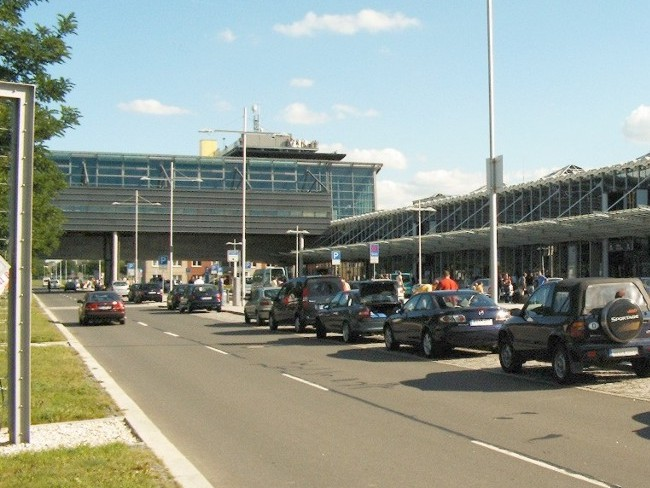
Drehort Flughafen Leipzig/Halle

### Filmmusik
Im August 2014 gaben die Regisseure des Films bekannt, dass der britische Filmkomponist Henry Jackman, der zuvor auch die Filmmusik zu The Return of the First Avenger komponiert hatte, die Arbeiten an der Fortsetzung übernehmen wird. Der Soundtrack zum Film wurde am 6. Mai 2016 veröffentlicht, umfasst 21 Lieder und hat eine Gesamtlänge von 69:09 min. Im Mai 2016 stieg der Soundtrack auf Platz 5 in die Soundtrack-Album-Charts ein.
James Southall meint, der Soundtrack von Jackman sei im positiven Sinne stilistisch weit von denen der Vorgängerfilme entfernt. 
So beginne der Soundtrack in der Siberian Overture mit einem Thema, dass klinge, als würde es aus einem alten Thriller stammen und weise auch insgesamt einige positive Merkmale auf, und er hebt hierbei die glasklare Aufnahme des Orchesters hervor. Auch Lasse Vogt nennt den Soundtrack im Vergleich zum Vorgänger einen deutlichen Schritt nach vorne, auch wenn dieser nicht der beste musikalische Beitrag zum cineastischen Marvel-Universum sei. Den Anfang des Soundtracks beschreibt Vogt als eine leise, langsam eine Spannung aufbauende Melodie, die von Holzbläsern, Streichern und rollenden Trommeln eingespielt wurde, welche von einem schrillen, unirdisch klingenden Klagelaut abgelöst werden. Überzeugt ist Vogt vom Anfang des Soundtracks dennoch nicht vollends: Das große Problem von Jackmans Score ist, dass er teilweise zu anonym und ziellos klingt, um die Titel gezielt den jeweiligen Szenen zuordnen zu können. Die wirklich guten Tracks beginnen erst ab der zweiten Hälfte, davor fehlt der Musik – bis auf einige Ausnahmen – eine klare Linie oder gar Identität, von einem echten Leit-Motiv ganz zu schweigen.

### Finanzierung und Marketing

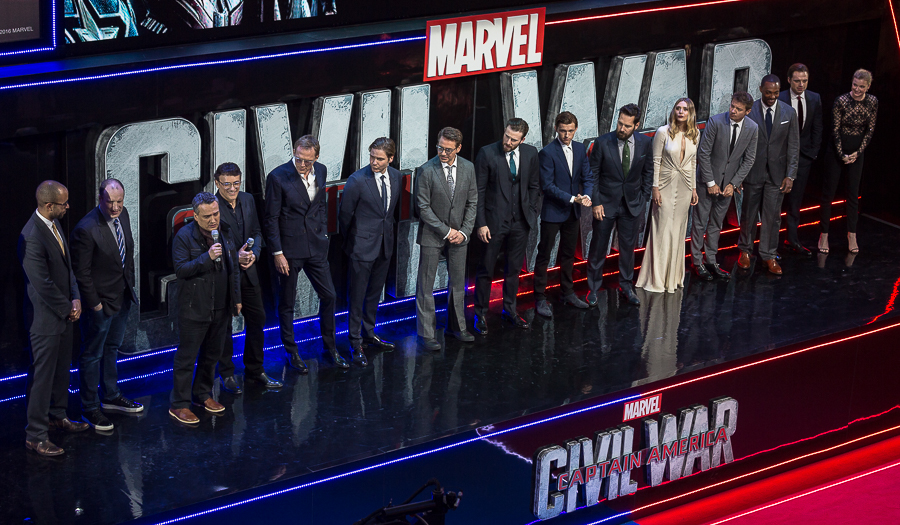
Am 26. April 2016 bei der Premiere in London, v. li. n. re.: Kevin Feige, die Russo-Brüder, Paul Bettany, Daniel Brühl, Robert Downey Jr., Chris Evans, Tom Holland, Paul Rudd, Elizabeth Olsen, Jeremy Renner, Anthony Mackie, Sebastian Stan und Emily VanCamp

Der FilmFernsehFonds Bayern förderte den Film für digitale Effekte mit 450.000 Euro. Die Produktion erhielt von der Mitteldeutschen Medienförderung 350.000 Euro. Von der MFG Filmförderung Baden-Württemberg wurden nochmals 350.000 Euro bezuschusst.
Während des Super Bowls am 7. Februar 2016 wurde ein neuer Trailer vorgestellt.

### Veröffentlichung
Der Film feierte am 12. April 2016 seine Weltpremiere und am 21. April 2016 im Berliner Sony Center in Anwesenheit von Robert Downey Jr., Paul Bettany, Daniel Brühl und Emily VanCamp seine Deutschlandpremiere, die von einer von Anthony Russo organisierten Pressekonferenz begleitet wurde. Der Film startete am 28. April 2016 in den deutschen und am 6. Mai 2016 in den US-amerikanischen Kinos. In China gehörte der Film zu einer der 38 ausländischen Produktionen, die dort im Jahr 2016 gemäß einer Quote gezeigt werden durften.
Bereits ab 8. April 2016 hatten im Rahmen einer weltweiten Pressetour erste Vorführungen des Films vor ausgewählten Journalisten stattgefunden. Erste Reaktionen zum Film waren überwiegend positiv.
Ab dem 18. Juli 2019 soll der Film auch als Ultra HD Blu-ray erhältlich sein.

## Rezeption

### Altersfreigabe
In Deutschland wurde der Film von der FSK ab 12 Jahren freigegeben, weil die Geschichte eindeutig als fiktional zu erkennen sei und durch die gewaltkritische Haltung der Helden eine sozialethisch desorientierende Wirkung ausgeschlossen werden könne. In der Freigabebescheinigung heißt es: Es gibt zahlreiche, bildgewaltige Kampfszenen, die sich aber überwiegend zwischen den kostümierten Superhelden abspielen. Durch ihre übermenschlichen Fähigkeiten nehmen diese aber auch in den turbulentesten Actionszenen kaum Schaden.

### Kritiken
Der Film konnte 91 Prozent der Kritiker bei Rotten Tomatoes überzeugen und befindet sich damit in den TOP 100 der hier am besten bewerteten Filme des Jahres 2016. Zudem ging der Film aus den 18th Annual Golden Tomato Awards in der Kategorie Comic Book/Graphic Novel Movie als Sieger hervor. Im Konsens lautet die Kritik, der Film läute als actionreicher Superhelden-Blockbuster die nächste Welle der Marvel-Filme ein, dürfe sich ohne Zweifel rühmen, keine cartoonistische Handlung aufzuweisen und greife zum Nachdenken anregende Themen auf.
Mike Sampson, der Chefredakteur von ScreenCrush, sagte nach einer Pressevorführung: ‚Captain America‘ ist so gut, er ist ein besserer Avengers-Film, als der letzte. […] Die große Kampfszene im Civil War ist eine absolute Explosion. Spider-Man, wie vielleicht zu erwarten war, stiehlt allen die Show. Ant-Man, was vielleicht nicht zu erwarten war, tut es ihm gleich. Dem schließt sich Jeff Goldsmith an, der die hervorragende Rolle von Spider-Man hervorhebt: Seine Funktion in der Geschichte und die richtige Menge Humor machte es wirklich perfekt.
Andreas Platthaus von der Frankfurter Allgemeinen Zeitung meint: Gegenüber dem durch seine tiefe Verwurzelung in der Vorgeschichte schwerfälligen ersten Teil entfachten die beiden regieführenden Brüder Anthony und Joe Russo in der Fortsetzung ein selbst für die ballistisch expliziten Superheldenfilme beeindruckendes Feuerwerk und schafften es überdies, neben all den Schläger- und Schießereien noch eine Entwicklungsgeschichte ihres Helden zu erzählen, die jene Zweifel in ihm säte, die nun im dritten 'Captain America'-Film […] nicht nur aufgehen, sondern auch die schönsten Blüten treiben. Zudem findet Platthaus die Besetzung mit Scarlett Johansson als Black Widow und Elizabeth Olsen als Scarlett Witch erfrischend und gelungen, denn diese brächten eine geistreich feminin-feministische Komponente in den Film ein, die man bei Wonder Womans Auftritt im jüngst gescheiterten 'Batman v. Superman'-Film schmerzlich vermisste. Alexandra Seitz von epd Film erkennt im Vergleich mit diesem Film ebenfalls eine bessere Arbeit der Regisseure: Es ist unschwer zu erkennen, dass den Russos gelingt, was der Auseinandersetzung zwischen Batman und Superman neulich völlig abging, nämlich das krachende Aufeinanderprallen der Giganten nicht nur irgendwie nachvollziehbar, sondern vor allem einleuchtend zu motivieren.
Für Daniel Krüger von Musikexpress ist Sebastian Stan als Winter Soldier der eigentliche Star des Films, er findet aber auch, die grundlegende Story um den Konflikt zwischen Iron Man und Captain America werde durch das Auftreten zahlreicher anderer Helden gestreckt, und der Film hätte mit nur fünf oder sechs Charakteren noch besser funktioniert.
Scott Feinberg von The Hollywood Reporter hält den Tonschnitt und die visuellen Effekte des Films für Oscar-würdig. Im Dezember 2016 wurde bekannt gegeben, dass sich der Film in der reduzierten Vorauswahl für die Kategorie Beste visuelle Effekte der Oscarverleihung 2017 befindet.

### Einspielergebnis
In der Woche vor dem US-Kinostart lief der Film zwischen dem 27. und 29. April 2016 in mehr als 30 Ländern an, was über 60 Prozent aller Absatzmärkte darstellt. Ersten Schätzungen zufolge spielte der Film dabei rund 84 Millionen US-Dollar ein und landete damit in allen Kino-Charts auf Platz 1. Am 6. Mai 2016 lief der Film dann in allen Märkten an, inklusive den USA und China, wo er jeweils auf Anhieb ebenfalls Platz 1 erreichte. Das weltweite Einspielergebnis des Films liegt derzeit bei rund 1,15 Milliarden US-Dollar. Damit avancierte der Film zum weltweit erfolgreichsten Film des Jahres 2016 und befindet sich derzeit in der Liste der weltweit erfolgreichsten Filme auf Platz 30 (Stand: 19. April 2025). In die deutschen Kinos konnte der Film bislang 1.734.683 Besucher locken und befindet sich hierdurch auf Platz 15 der Jahrescharts (Stand 21. März 2017).

### Erfolg des Soundtracks
Der Soundtrack zum Film erreichte Platz 11 der offiziellen Soundtrack-Album-Charts im Vereinigten Königreich und hatte in den US Billboard 200 auf Platz 168 seine beste Platzierung.

### Auszeichnungen (Auswahl)
Der Film erhielt eine Reihe von Auszeichnungen und Nominierungen, darunter eine Auszeichnung von Chris Evans als Bester Butt-Kicker und sieben weitere Nominierungen im Rahmen der Kids’ Choice Awards 2017, unter anderem als Lieblingsfilm, und eine Nominierung für die HPA Trophy in der Kategorie Outstanding Visual Effects – Feature Film im Rahmen der Hollywood Professional Association Awards 2016. Im Folgenden eine Aufstellung weiterer Auszeichnungen und Nominierungen.
Annie Awards 2016
- Nominierung in der Kategorie Character Animation in a Live Action Production[54]

Critics’ Choice Movie Awards 2016 (Dezember)
- Nominierung als Bester Actionfilm
- Nominierung als Bester Darsteller in einem Actionfilm (Chris Evans)
- Nominierung als Beste Darstellerin in einem Actionfilm (Scarlett Johansson)[55]

NAACP Image Awards 2017
- Nominierung als Bester Nebendarsteller (Chadwick Boseman)
- Nominierung in der Kategorie Outstanding Directing in a Motion Picture – Film (Anthony Russo und Joe Russo)[56]

People’s Choice Awards 2017
- Nominierung als Beliebtester Film für den People’s Choice Award
- Nominierung als Beliebtester Actionfilm für den People’s Choice Award[57]

Saturn Awards 2017
- Nominierung als Bester Hauptdarsteller (Chris Evans)
- Nominierung als Bester Nebendarsteller (Chadwick Boseman)
- Nominierung als Beste Nebendarstellerin (Scarlett Johansson)
- Nominierung als Beste Comicverfilmung
- Nominierung in der Kategorie Beste Regie (Anthony Russo und Joe Russo)
- Nominierung für den Besten Schnitt (Jeffrey Ford und Matthew Schmidt)
- Nominierung für die Beste Ausstattung (Owen Paterson)
- Auszeichnung als Bester Nachwuchsschauspieler (Tom Holland)[58]

Screen Actors Guild Awards 2017
- Nominierung als Bestes Stuntensemble in einem Film[59]

Teen Choice Awards 2016
- Auszeichnung in der Kategorie Choice Movie: Sci-Fi/Fantasy
- Auszeichnung in der Kategorie Choice Movie Actor: Sci-Fi/Fantasy (Chris Evans)
- Nominierung in der Kategorie Choice Movie Actor: Sci-Fi/Fantasy (Robert Downey Jr.)
- Nominierung in der Kategorie Choice Movie Actress: Sci-Fi/Fantasy (Scarlett Johansson)
- Nominierung in der Kategorie Choice Movie Villain (Daniel Brühl)
- Nominierung in der Kategorie Choice Movie Scene Stealer (Chadwick Boseman)
- Nominierung in der Kategorie Choice Movie Scene Stealer (Tom Holland)
- Nominierung in der Kategorie Choice Movie Chemistry (diverse)
- Nominierung in der Kategorie Choice Movie Liplock (Chris Evans und Emily VanCamp)[60]

Three Empire Awards 2017
- Nominierung (Aufnahme in die Shortlist) als Bester Thriller
- Nominierung (Aufnahme in die Shortlist) als Bester Nachwuchsschauspieler (Tom Holland)
- Nominierung (Aufnahme in die Shortlist) für die Besten Kostüme
- Nominierung (Aufnahme in die Shortlist) für die Besten visuellen Effekte[61]

Bogey
- Bogey in Bronze für 1 Mio. Zuschauer in Deutschland in 10 Tagen

## Synchronisation
Die deutsche Synchronisation fertigte die Synchronfirma Film- & Fernseh-Synchron GmbH in Berlin nach einem Dialogbuch von Klaus Bickert und unter der Dialogregie von Björn Schalla an.
| Rolle                          | Darsteller/Originalsprecher | Synchronsprecher    |
| ------------------------------ | --------------------------- | ------------------- |
| Steve Rogers / Captain America | Chris Evans                 | Dennis Schmidt-Foß  |
| Tony Stark / Iron Man          | Robert Downey Jr.           | Tobias Meister      |
| Natasha Romanoff / Black Widow | Scarlett Johansson          | Luise Helm          |
| Bucky Barnes / Winter Soldier  | Sebastian Stan              | Björn Schalla       |
| Sam Wilson / Falcon            | Anthony Mackie              | Stefan Günther      |
| James Rhodes / War Machine     | Don Cheadle                 | Dietmar Wunder      |
| Clint Barton / Hawkeye         | Jeremy Renner               | Gerrit Schmidt-Foß  |
| T’Challa / Black Panther       | Chadwick Boseman            | Tobias Schmidt      |
| Vision                         | Paul Bettany                | Frank Schaff        |
| Wanda Maximoff / Scarlet Witch | Elizabeth Olsen             | Shandra Schadt      |
| Scott Lang / Ant-Man           | Paul Rudd                   | Markus Pfeiffer     |
| Sharon Carter                  | Emily VanCamp               | Magdalena Turba     |
| Peter Parker / Spider-Man      | Tom Holland                 | Christian Zeiger    |
| Helmut Zemo                    | Daniel Brühl                | Daniel Brühl        |
| Brock Rumlow / Crossbones      | Frank Grillo                | Johannes Berenz     |
| Everett Ross                   | Martin Freeman              | Manuel Straube      |
| Thaddeus „Thunderbolt“ Ross    | William Hurt                | Wolfgang Condrus    |
| May Parker                     | Marisa Tomei                | Claudia Lössl       |
| König T’Chaka                  | John Kani                   | Michael Ojake       |
| Howard Stark                   | John Slattery               | Bernd Vollbrecht    |
| Maria Stark                    | Hope Davis                  | Christin Marquitan  |
| Miriam                         | Alfre Woodard               | Peggy Sander        |
| F.R.I.D.A.Y.                   | Kerry Condon                | Britta Steffenhagen |
| FedEx-Lieferant                | Stan Lee                    | Peter Groeger       |

## Wissenswertes

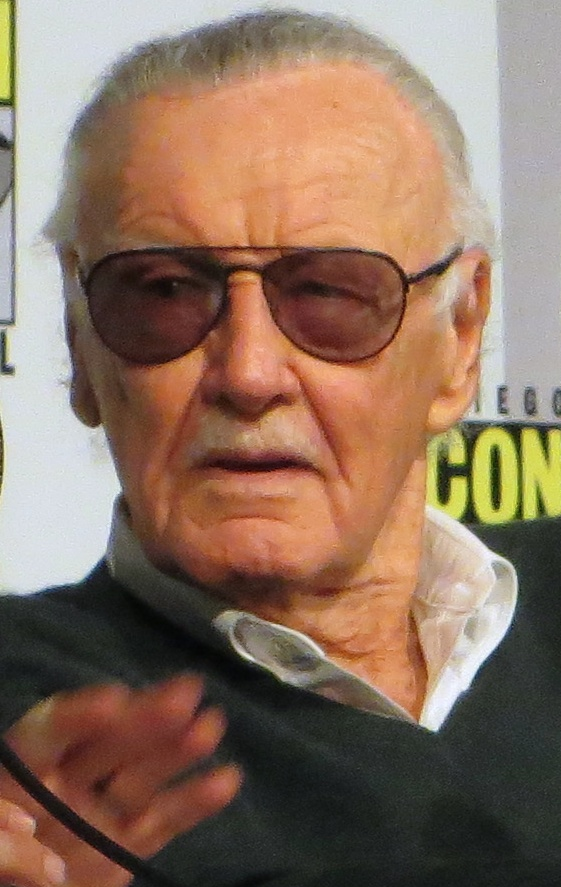
Stan Lee (hier bei der San Diego Comic-Con International 2015) ist der Schöpfer der Figur Iron Man und hat im Film einen Cameo-Auftritt als FedEx-Bote

- Der Film basiert auf einer limitierten Comicserie von Marvel mit dem Titel Civil War aus dem Jahr 2006–2007, abgesehen von einigen, für die fortlaufende Handlung unabdingbaren Änderungen. So wird der in den Comics aufgeführte Grund für die öffentliche Restriktion der Superhelden – durch einen missglückten Einsatz der New Warriors – hier durch einen Patzer bei einem Einsatz der Avengers ersetzt. Ein ikonisches Szenenbild aus dem Finalkampf zwischen Captain America und Iron Man, das im April 2016 auf der Titelseite der Zeitschrift Empire zu sehen war[64], entstand nach der Vorlage eines Einbandes des Comics Civil War #7 (Januar 2007).[65]
- Zwei Szenen mit Scott Lang im Film spielen auf einige seiner ersten Abenteuer als Ant-Man an: Sein Eindringen in Iron Mans Rüstung in Iron Man #133 (April 1980), wo er Tony Stark zur Hilfe kommt, als er nach einer schweren Fehlfunktion in seiner eigenen Rüstung gefangen ist; und sein Ritt auf Hawkeyes Pfeilspitze in Avengers #223 (September 1982).[66]
- Stan Lee hat am Ende des Films einen Kurzauftritt als FedEx-Bote.
- [63]Das bei Szenen im Berliner Regierungsviertel gezeigte Reichstagsgebäude wurde seiner vom Architekten Norman Foster entworfenen Kuppel beraubt und dem Gebäude anstelle dessen die Kuppel des Berliner Stadtschlosses, heutzutage rekonstruiert als Humboldt Forum, hinzugefügt.